# Grupa sililowa
Grupa sililowa – ogólna nazwa grupy funkcyjnej o wzorze ogólnym R
3Si−, zawierającej jeden atom krzemu i trzy organiczne grupy funkcyjne (R). Grupa sililowa łączy się z resztą cząsteczki przez pojedyncze wiązanie z krzemem.
| Nazwa                       | Wzór | Skrót      |
| --------------------------- | ---- | ---------- |
| Trimetylosiliowa            |      | TMS        |
| Trietylosiliowana           |      | TES        |
| tert-Butylodimetylsilowa    |      | TBS, TBDMS |
| Triizopropylsililowa        |      | TIPS       |
| tert-Butylodifenylosililowa |      | TBDPS      |

Najczęściej spotykane grupy sililowe zawierają grupy alkilowe lub grupy aromatyczne. Najczęściej stosowana jest najprostsza z nich – grupa trimetylosililowa (CH
3)
3Si−. Jest to, w zależności od podstawników i sytuacji, grupa elektronodorowa lub elektronoakceptorowa.
Dwoma głównymi efektami zamiany innych grup funkcyjnych na trimetylosililową jest:
- zwiększenie stabilności chemicznej związku, gdyż jest ona grupą inertną
- zwiększenie lotności związku, dzięki czemu łatwiej jest go analizować przy pomocy metod chromatograficznych i w NMR[2].

Grupa ta jest często wykorzystywana jako grupa ochronna w syntezie organicznej, chroniąca określone miejsca w substracie na jednym lub więcej etapów syntezy. Służy głównie do zabezpieczenia grup hydroksylowych, ale też tiolowych i niekiedy aminowych. Najczęściej stosowanymi do ochrony grupami siliowymi są: trimetylosililowa (TMS), trietylosililowa (TES), tri(izopropylo)sililowa (TIPS), tertbutylodimetylosililowa (TBS/TBDMS) i terbutylodifenylosililowa (TBDPS). Czym większe podstawniki przy krzemie tym trudniej jest grupę założyć i tym trudniej zdjąć, ale jednocześnie tym lepiej chroni ona substrat przed niepożądanymi reakcjami ubocznymi.
Grupy sililowe zakłada się zwykle przez reakcję alkoholu lub jego soli z odpowiednimi chlorosilanami, natomiast zdejmuje w selektywny sposób przy użyciu fluorku tetrabutyloamoniowego, lub innego źródła jonów fluorkowych.
Zakładanie grupy:
ROH + BuLi → ROLi + BuH
ROLi + Me
3SiCl → ROSiMe
3 + LiCl
Zdejmowanie:
ROSiMe
3 + F−
 + H
2O → ROH + FSiMe
3 + OH−